# 霍什奇诺
霍什奇诺（波蘭語：Choszczno，[ˈxɔʂt͡ʂnɔ]  试听，阿恩斯瓦尔德）位于波兰西滨海省南部，是霍什奇诺县的县治。

## 友好城市
- 立陶宛阿利图斯
- 荷兰沃尔弗哈
- 德国菲尔斯滕瓦尔德